# Centro Financiero Confinanzas
A Centro Financiero Confinanzas, ismertebb nevén Dávid-torony (spanyolul: Torre de David) befejezetlen felhőkarcoló Venezuela fővárosában, Caracasban, amelyet illegális lakásfoglalók laknak.

## Története
Az épület építtetője, David Brillembourg után kapta a Dávid-torony nevet. Bankszékháznak épült, a tetejére tervezett helikopterleszálló ma is megvan. Brillembourg 1993-ban meghalt, a pénzügyi krízis nyomán vállalatai, vagyona az állam kezébe került 1994-ben. A 190 méter magas, több mint 120 ezer négyzetméteres tornyot 2007 októberében foglalták el az otthontalanok. Az inváziót egy Alexander (El Niño) Daza nevű volt elítélt és több fegyveres társa vezette, több száz otthontalan részvételével. Daza a börtönben megtért, és rendszeresen tart istentiszteletet a felhőkarcolóban.
A belvárosban álló, 45 emeletes épület alsó 28 szintjén nagyjából 3000 ember él annak ellenére, hogy elengedhetetlen berendezések és szolgáltatások hiányoznak, például nincs lift a házban. A befejezetlen Dávid-torony Latin-Amerika egyik legmagasabb épülete, és valószínűleg a világ legmagasabb nyomortanyája.
A házban sokan élnek olyan lakásokban, amelyeknek maguk rakták ki téglából a homlokzati oldalát. A liftaknának nincsenek falai, hiányoznak a korlátok, sok lakásnak nincsenek ablaktáblái. Az épületben kisebb vállalkozások is működnek: szépségszalon, trafik, engedély nélküli fogorvosi rendelő.

## Megjelenése a popkultúrában
- A torony feltűnik a Homeland című amerikai televíziós sorozat harmadik évadában. Itt tartják őrizetben a menekülő Brody őrmestert.[2]

## Külső hivatkozások
Rövidfilm a toronyról